# Johann Friedrich von Eschscholtz
Johann Friedrich Ludwig Heino Ottkar Wolfram Franz von Assisi Waldemar von Eschscholtz (Dorpat, 1º novembre 1793 – Mosca, 19 maggio 1831) è stato un fisico, botanico e zoologo tedesco.
Appartenente ad un ramo minore di una nobile famiglia originaria del Meclemburgo trapiantata in Livonia all'inizio del XVI secolo, nacque a Dorpat nella Penisola Lituana.
Studiò medicina all'Università di Dorpat ed ebbe una rapida carriera accademica: tra il 1819 e il 1828 divenne professore di anatomia e zoologia.
Conobbe Otto von Kotzebue e si imbarcò con lui sulla nave russa Rjurik per una spedizione nel Mar Glaciale Artico tra il 1815 e il 1819. Sotto il comando di Otto von Kotzebue, raccolse esemplari attorno al mondo, in Brasile, Cile, California, nelle isole del Pacifico e su ogni sponda dello stretto di Bering, in Kamchatka e nelle isole Aleutine. Assieme a lui viaggiava il naturalista Adelbert von Chamisso, che si incaricò di conservare gli esemplari raccolti da Eschscholtz (tranne gli insetti) alla fine del viaggio. I due erano legati d'amicizia, tant'è che Chamisso  nominò la Eschscholza californica in suo onore. Tornato dal viaggio,  Eschscholtz raccolse i suoi appunti nell'Entomographen, pubblicato a Berlino nel 1822.
Fra il 1823 e il 1826, Eschscholtz si imbarcò in un secondo viaggio attorno al mondo, sulla nave russa Predprjatie (Предприятие), in inglese Enterprise. Anche questa volta, Otto von Kotzebue era il comandante della spedizione, che riportò una vastissima collezione -essenzialmente di coleotteri- raccolta fra i tropici,  l'Alaska e la California.
Successivamente, su consiglio del coleotterologo francese Pierre François Dejean, pubblicò l'ultimo suo lavoro di nomenclatura, il suo Zoologische Atlas e il System der Akalephen.
Nel 1829 fu insignito dell'Ordine di San Giorgio.